# Dolmen von Santoche

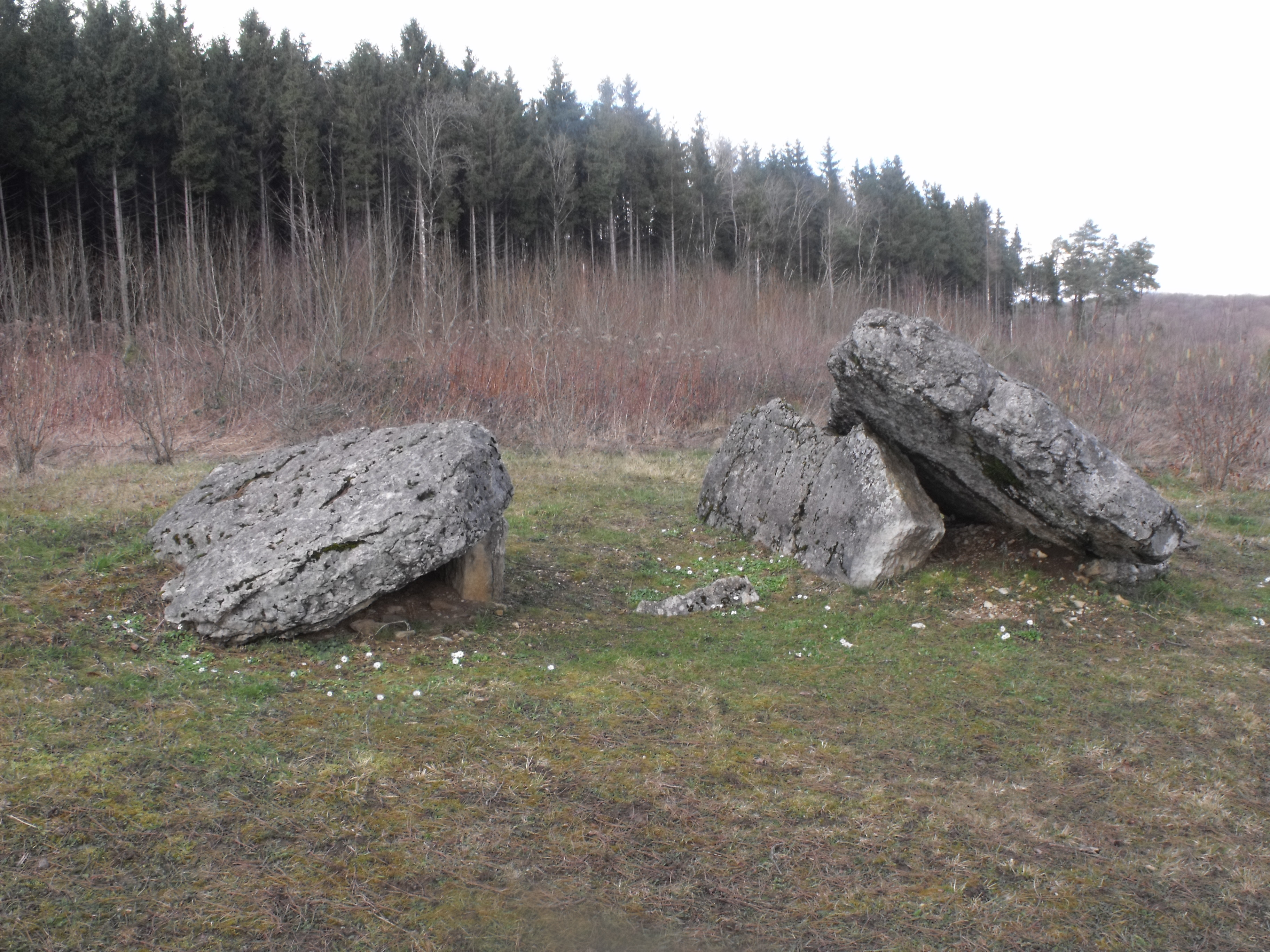
Dolmen von Santoche

Der Dolmen von Santoche (französisch Dolmen de la Châtre) in der Nähe des Ortes Santoche in der Gemeinde Pays-de-Clerval ist eine von 18 Megalithanlagen unter anderem vom Typ Schwörstadt, die in der Franche-Comté im Osten Frankreichs entdeckt wurden. Sie bilden mit Schweizer und süddeutschen Anlagen eine etwa 5000 Jahre alte Gruppe, die mit den Anlagen vom Typ Aillevans im Département Haute-Saône verwandt ist. Die Anlage ist ein so genanntes Kollektivgrab, das auf einem Hügel über dem Tal des Doubs liegt und seit dem Jahre 1974 ein französisches Kulturdenkmal ist. Dolmen ist in Frankreich der Oberbegriff für Megalithanlagen aller Art (siehe: Französische Nomenklatur).
Im Jahr 1969 wurden die 1960 entdeckte Anlage und ihre teilweise gepflasterte Esplanade bei einer archäologischen Ausgrabung sorgfältig untersucht. Die Archäologen fanden die Überreste von mindestens 22 Personen und kleine Grabbeigaben aus der Bronzezeit. Unter den Artefakten waren Klingen, Pfeilspitzen und Schaber aus Feuerstein, eine Steinaxt, Knochen und Fragmente von Keramik. In der gallo-römischen Zeit diente der Dolmen als Zuflucht für Hirten, Jäger und Reisende. Später wurde die Anlage absichtlich zerstört. Im 17. Jahrhundert wurden am Dolmen von Santoche so genannte „Steinehen“ besiegelt. Es war Tradition, dass das Brautpaar zum Dolmen kam, um ihn zu umrunden.
Die fünf oder sechs Platten des Dolmen sind verkippt, umgestürzt oder zerbrochen, aber es ist der am besten erhaltene in der Franche-Comté. Die einzige erhaltene, einst wohl rechteckige Deckenplatte von 1,9 × 1,8 m, der ebenfalls rechteckigen Kammer von 6,0 × 2,0 m liegt verkippt da. Die beiden kleineren Stücke sind wohl Teile davon. Eine vertikale Platte des Dolmen hat ein Seelenloch mit einem Durchmesser von etwa 40 cm.